# Parainocellia (Parainocellia) burmana
Parainocellia (Parainocellia) burmana is een kameelhalsvliegensoort uit de familie van de Inocelliidae. De soort komt voor in Myanmar.
Parainocellia (Parainocellia) burmana werd voor het eerst wetenschappelijk beschreven door U. Aspöck & H. Aspöck in 1968.